# Портрет Аполлона Степановича Жемчужникова
«Портрет Аполлона Степановича Жемчужникова» — картина Джорджа Доу и его мастерской из Военной галереи Зимнего дворца.
Картина представляет собой погрудный портрет генерал-лейтенанта Аполлона Степановича Жемчужникова из состава Военной галереи Зимнего дворца.
Во время Отечественной войны 1812 года полковник Жемчужников командовал 41-й пехотной (рекрутской) дивизией и находился в Твери, прикрывая пути на Санкт-Петербург. В Заграничных походах сражался в Пруссии и Саксонии, за отличие в сражении при Бауцене произведён в генерал-майоры.
Изображён в генеральском мундире, введённом для пехотных генералов 7 мая 1817 года. Слева звезда ордена Св. Анны 1-й степени; на шее крест ордена Св. Георгия 3-го класса; по борту мундира крест прусского ордена Пур ле мерит; справа на груди крест прусского ордена Красного орла 3-й степени, крест ордена Св. Владимира 4-й степени (надет с нарушением правил ношения, должен идти перед прусским орденом) и серебряная медаль «В память Отечественной войны 1812 года» на Андреевской ленте. Подпись на раме: А. С. Жемчужниковъ 1й, Генералъ Маiоръ.
7 августа 1820 года Комитетом Главного штаба по аттестации Жемчужников был включён в список «генералов, заслуживающих быть написанными в галерею» и 17 октября 1822 года император Александр I приказал написать его портрет. Жемчужников с 1819 года служил в Оренбурге и о его приезде в Санкт-Петербург и точном времени позирования для портрета неизвестно. Гонорар Доу был выплачен 16 октября 1826 года и 22 апреля 1828 года. Готовый портрет принят в Эрмитаж 26 апреля 1828 года. Предыдущая сдача готовых портретов была 21 января этого же года, соответственно картина датируется между этими числами.
В 1848 году в мастерской Карла Крайя по рисунку И. А. Клюквина с портрета была сделана датированная литография, опубликованная в книге «Император Александр I и его сподвижники» и впоследствии неоднократно репродуцированная.